# Lille Sälgsjön
Lille Sälgsjön är en sjö i Borås kommun i Västergötland och ingår i Ätrans huvudavrinningsområde. Sjön är 15,3 meter djup, har en yta på 0,0385 kvadratkilometer och är belägen 189 meter över havet.